# Parafroneta
Parafroneta là một chi nhện trong họ Linyphiidae.